# Ammainaickanur
Ammainaickanur é uma panchayat (vila) no distrito de Dindigul , no estado indiano de Tamil Nadu.

## Demografia
Segundo o censo de 2001,  Ammainaickanur  tinha uma população de 16,547 habitantes. Os indivíduos do sexo masculino constituem 51% da população e os do sexo feminino 49%. Ammainaickanur tem uma taxa de literacia de 65%, superior à média nacional de 59.5%; com 57% para o sexo masculino e 43% para o sexo feminino. 12% da população está abaixo dos 6 anos de idade.